# Romanas Szkulawiczus
Romanas Loranasowicz Szkulawiczus (ros. Романас Лоранасович Шкулявичус; ur. 21 lutego 1992 w Samarze) – rosyjski siatkarz, reprezentant Rosji, grający na pozycji atakującego. Od grudnia 2018 roku występuje w drużynie Dinamo Moskwa.

## Sukcesy klubowe
Puchar Rosji:
- 2020

Puchar CEV:
- 2021

Mistrzostwo Rosji:
- 2021

Superpuchar Rosji:
- 2021

## Sukcesy reprezentacyjne
Liga Narodów:
- 2018